# Gare d'El Haçaiba
La gare d'El Haçaiba est une ancienne gare ferroviaire algérienne située sur le territoire de la commune d'El Haçaiba, dans la wilaya de Sidi Bel Abbès.

## Situation ferroviaire
Établie à une altitude de 929,700 m, la gare est située au point kilométrique (PK) 114,440 de la ligne de Oued Tlelat à Béchar, où elle est précédée de la gare de Moulay Slissen et suivie de la gare fermée des Pins. 
| \| El Haçaiba Sidi Bel Abbès Tabia Moulay Slissen Redjem Demouche \| Localisation de la gare d'El Haçaiba dans la wilaya de Sidi Bel Abbès. |
| El Haçaiba Sidi Bel Abbès Tabia Moulay Slissen Redjem Demouche                                                                              |

## Histoire
Lors de la colonisation, la gare portait le nom de gare de Magenta.
La gare est mise en service en 1884 lors de l'ouverture de la section de Chanzy (Sidi Ali Benyoub) à Magenta (El Haçaiba) de la ligne de Tabia à Crampel,.

## Service des voyageurs

### Dessertes
En 2023, la gare n'est pas desservie par les trains de la Société nationale des transports ferroviaires.